# كليمنت مونتيس
كليمنت مونتيس (بالإسبانية: Clemente Montes) هو لاعب كرة قدم تشيلي، ولد في 25 أبريل 2001. لعب مع نادي أونيفرسيداد كاتوليكا.